# Volkan Şen
Volkan Şen (Bursa, Turquía, 7 de julio de 1987) es un futbolista turco. Juega de delantero.

## Clubes
| Club                       | País    | Año       |
| -------------------------- | ------- | --------- |
| Bursaspor                  | Turquía | 2005-2011 |
| Bursa Merinosspor (cedido) | Turquía | 2006-2007 |
| Trabzonspor                | Turquía | 2011-2014 |
| Bursaspor                  | Turquía | 2014-2015 |
| Fenerbahçe S. K.           | Turquía | 2015-2017 |
| Trabzonspor                | Turquía | 2017-2018 |
| Konyaspor                  | Turquía | 2018      |
| Adana Demirspor            | Turquía | 2019-2021 |
| Adana Demirspor            | Turquía | 2022-2023 |
| Tuzlaspor (cedido)         | Turquía | 2022      |

## Palmarés

### Títulos nacionales
| Título               | Club      | País    | Año  |
| -------------------- | --------- | ------- | ---- |
| Superliga de Turquía | Bursaspor | Turquía | 2010 |